# Progress MS-23
Progress MS-23 (rusky: Прогресс МC-23, identifikace NASA: Progress 84P) byla ruská nákladní kosmická loď řady Progress postavená společnosti RKK Energija a provozovaná agenturou Roskosmos za účelem zásobování Mezinárodní vesmírné stanice (ISS). Ke své misi odstartovala 24. května 2023, let skončil 29. listopadu 2023.

## Loď Progress MS

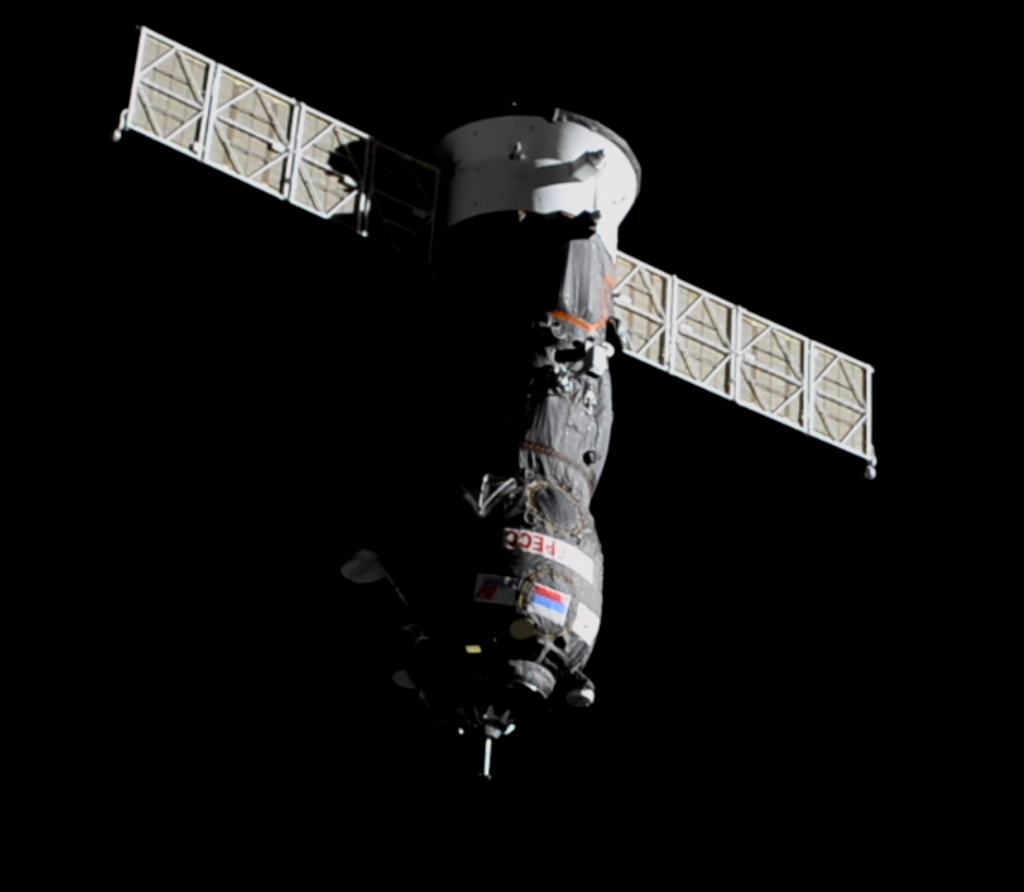
Progress MS-16 při příletu k ISS.

Progress MS je celkem pátá varianta automatické nákladní kosmické lodi Progress používané od roku 1978 k zásobování sovětských a ruských vesmírných stanic Saljut a Mir a od roku 2000 také Mezinárodní vesmírné stanice (ISS). První let této varianty s označením Progress MS-01 odstartoval 21. prosince 2015. Celková délka lodi dosahuje 7,2 metru, maximální průměr 2,72 metru, rozpětí dvou solárních panelů 10,6 metru. Startovní hmotnost je až 7 300 kg, z toho užitečné zatížení může dosáhnout až 2 600 kg.
Varianta MS zachovává základní koncepci vytvořenou už pro první Progressy. Skládá se ze tří sekcí – nákladní (pro suchý náklad a vodu), pro tankovací komponenty (na kapalná paliva a plyny) a přístrojové. Varianta je oproti předchozí verzi M-M doplněna o záložní systém elektromotorů pro dokovací a těsnicí mechanismus, vylepšenou ochranu proti mikrometeoroidům a zásadně modernizované spojovací, telemetrické a navigační systémy včetně využití satelitního navigačního systému Glonnas a nového – digitálního – přibližovacího systému Kurs NA. Od lodi MS-03 pak Progressy obsahují také nový vnější oddíl, který umožňuje umístění čtyř vypouštěcích kontejnerů pro celkem až 24 CubeSatů.

## Průběh mise
Start standardního letního zásobovacího letu se uskutečnil předně podle plánu, 24. května 2023 ve 12:56:07 UTC z kosmodromu Bajkonur na špičce rakety Sojuz 2.1a. Loď se za necelých 200 minut v 16:18:43 UTC připojila k hornímu (nadir) portu modulu Poisk. Celkově šlo o 176. let lodi řady Progress, její výrobní číslo bylo 453.
Loď se po naplnění odpadem od stanice odpojila 29. listopadu 2023 v 07:55:26 UTC a po brzdicím zážehu spuštěném podle plánu v 11:02 UTC vstoupila do atmosféry Země v 11:35 UTC a shořela. Nespálené součásti dopadly kolem 11:43 UTC v obvyklé, pro dopravu málo využívané oblasti jižního Tichého oceánu, asi 2 320 km od novozélandského města Wellingtonu.

## Náklad
Kosmická loď dopravila na ISS 2 491 kg nákladu:
- palivo pro motory stanice (499 kg)
- pitná voda (630 kg)
- dusík (40 kg)
- ostatní náklad pro posádku a systémy stanice (1 322 kg).

Ostatní náklad tvořily zejména náhradní a modernizační díly pro systémy ruského segmentu ISS, nářadí pro opravy, lékařského vybavení, hygienické potřeby, potraviny, náklad pro posádku (pošta, osobní předměty apod.) a vědecké vybavení (vědecká zařízení a materiál pro experimenty a výzkumy).